# Narthecius oregonensis
Narthecius oregonensis là một loài bọ cánh cứng trong họ Laemophloeidae. Loài này được Hatch miêu tả khoa học năm 1962.